# Karine Teles
Karine Teles (Petrópolis, 16 de agosto de 1978) é uma atriz, roteirista e cineasta brasileira. Uma das mais prestigiadas atrizes do cinema brasileiro, ela é ganhadora de vários prêmios, incluindo dois prêmios Grande Otelo, dois Prêmios APCA, e três Prêmios Guarani, além de ter recebido indicações para um Prêmio ACIE e um Prêmio Fênix.
Karine estudou artes cênicas na Universidade Federal do Estado do Rio de Janeiro (UNIRIO) e iniciou sua carreira no teatro, onde já atuou em mais de 35 espetáculos. Sua estreia nos palcos foi em uma montagem de O Despertar da Primavera, em Maceió, junto ao alagoano Erom Cordeiro. No entanto, foi no cinema que ganhou maior reconhecimento. Estreou fazendo pequenas participações nos filmes Madame Satã (2002) e Vida de Balconista (2009). Ganhou maior notoriedade ao protagonizar o filme Riscado (2010), o qual ela também escreveu baseado em sua própria vida. Por sua performance, ela foi eleita melhor atriz nos festivais de Gramado e do Rio, além de ter sido vencido o Prêmio Guarani de Melhor Atriz e o Prêmio APCA de melhor roteiro de cinema.
Na televisão, ela ganhou destaque ao interpretar Sumara Mitta na novela A Regra do Jogo (2015), da TV Globo, recebendo elogios da crítica e do público. Por sua performance como a socialite antipática Bárbara no premiado filme Que Horas Ela Volta? (2015), ela voltou a receber aclamação da crítica, recebendo sua primeira indicação da Academia Brasileira de Cinema ao Grande Otelo, além de também ter sido indicada ao Prêmio Guarani como melhor atriz coadjuvante. Em 2016 atuou no polêmico filme Fala Comigo, na qual vive uma mulher emocionalmente instável que se envolve amorosamente com o filho adolescente de sua psicóloga. Por esse trabalho recebeu sua terceira indicação ao Prêmio Guarani e foi eleita como melhor atriz pelo Festival do Rio pela segunda vez.
Em Benzinho (2018), filme o qual ela protagonizou e escreveu o roteiro, ela foi consagrada como um dos grandes nomes do cinema nacional. Com uma atuação dramática e intensa como uma mãe que lida com a ida de seu filho para fora do país, ela foi aclamada pela crítica. Recebeu os principais prêmios do país, incluindo o Grande Otelo de melhor atriz e melhor roteiro original, o Prêmio APCA de melhor roteiro e o seu segundo Prêmio Guarani de melhor atriz. Em 2020, foi elogiada por sua atuação na série Os Últimos Dias de Gilda, do Canal Brasil, a qual ela também roteirizou e atuou como protagonista título. Em 2021 também foi enaltecida por seu trabalho na série do Prime Video Manhãs de Setembro. Em 2022 fez seu papel de maior repercussão na televisão interpretando Madeleine, uma das protagonistas da telenovela Pantanal, da TV Globo.

## Biografia
Karine nasceu em Petrópolis, município da região serrana do Rio de Janeiro. Durante sua adolescência, quando ainda tinha 14 anos, mudou-se com sua família para morar em Maceió, capital de Alagoas. Aos 17 anos voltou para o Rio de Janeiro sozinha após ter passado no vestibular da Universidade Federal do Estado do Rio de Janeiro, onde se graduou em Artes Cênicas em 2000. Para se manter sozinha na cidade, ela dava aulas de inglês no período oposto da faculdade.

## Carreira
Quando se mudou para Alagoas, ela passou a frequentar um curso de teatro e teve sua estreia nos palcos em O Despertar da Primavera, de Frank Wedekind. Aos 17, quando se mudou para o Rio de Janeiro, iniciou sua carreira profissional, atuando em mais de 35 espetáculos. Ainda nos palcos atuou em três peças de Bia Lessa, sendo a primeira em 1999, em As Três Irmãs. Sua estreia na televisão ocorreu em uma participação em 1999, na sexta temporada de Malhação como uma usuária de drogas que tenta influenciar Marquinhos. Uma década depois, retorna as telas em 2009, na série Mateus, o Balconista, que depois virou filme. Em seguida, atua e escreve o longa Riscado. Em 2013, quando participa do episódio "Roberta" de As Canalhas ao lado de Luiza Mariani. Paralelamente, também está nos palcos, atua nas peças  A Gaivota,  Gênesis dos Novos Deuses, Do Tamanho do Mundo,  o Banco de Seus Olhos e Carne.
Em 2015, participa de seis capítulos de A Regra do Jogo como a perua milionária Sumara, vítima da trambiqueira Atena, em seguida, é vista nos cinemas no longa Que Horas Ela Volta? como a matriarca Bárbara. Em 2017, integra elenco da série Filhos da Pátria como a dona de um bordel, Madame Dechirré. Nos cinemas, atua e escreve o longa Benzinho com estreia para 2018. Em 2019 aparece nos filmes No Coração do Mundo, Bacurau e Hebe, além de participar da 27º e última temporada de Malhação, onde vive a matriarca Regina.
Em 2021 vive a sem-teto Leide em Manhãs de Setembro, mulher que manteve uma relação com a protagonista, interpretada por Liniker. Em 2022, com Pantanal, conquistou público e crítica com a vilã Madeleine. Foi interpretada por Bruna Linzmeyer na primeira fase da novela. O fim da personagem Madeleine seria com embarque em avião rumo à fazenda de José Leôncio, no meio de um temporal. "O problema é que a aeronave nunca chegará ao seu destino", adiantou a página oficial da novela. Em 2022, participa do filme Ela e Eu, onde contracena com Andréa Beltrão e dirigi o curta-metragem Romance, sua segunda direção. No mesmo ano, foi confirmada no longa-metragem A Vilã das Nove, vivendo Roberta, uma mulher que vê sua vida mudar quando seu maior segredo é transformado numa telenovela e começa a ser vista como uma vilã, e na série ficcional Os Últimos Dias de Abadiânia, onde interpretará uma das protagonistas, ao lado de Bianca Comparato, que viverá sua irmã.

## Filmografia

### Televisão
| Ano  | Título                               | Personagem                      | Nota(s)                                 |
| ---- | ------------------------------------ | ------------------------------- | --------------------------------------- |
| 2000 | Malhação                             | Karen                           | Episódio: "5 de janeiro"                |
| 2009 | Mateus, o Balconista                 | Cliente                         | Episódio: "Filme de Adulto"             |
| 2013 | As Canalhas                          | Helena                          | Episódio: "Roberta"                     |
| 2015 | A Regra do Jogo                      | Sumara Mitta                    | Episódios: "31 de agosto–5 de setembro" |
| 2016 | A Regra do Jogo                      | Sumara Mitta                    | Episódios: "26–31 de janeiro"           |
| 2016 | Justiça                              | Cristina                        | Episódio: "11"                          |
| 2017 | Filhos da Pátria                     | Madame Dechirré                 | Temporada 1                             |
| 2017 | Tempo de Amar                        | Odete Costa Alcino              |                                         |
| 2019 | Malhação: Toda Forma de Amar         | Regina Andrade Fonseca          |                                         |
| 2019 | Hebe                                 | Lolita Rodrigues                |                                         |
| 2020 | Os Últimos Dias de Gilda             | Gilda                           |                                         |
| 2021 | Manhãs de Setembro                   | Leide                           |                                         |
| 2021 | Sessão de Terapia                    | Andressa                        | Episódio: "24"                          |
| 2022 | Pantanal                             | Madeleine Braga Novaes          | Episódios: "12 de abril–21 de maio"     |
| 2023 | Elas por Elas                        | Ana Carolina Soffredini (Carol) |                                         |
| 2023 | João sem Deus - A Queda de Abadiânia | Cecília Mendonça                |                                         |
| 2025 | Vale Tudo                            | Aldeíde Candeias                |                                         |
| 2025 | Pablo e Luisão                       | Selma Santana                   | Episódio: "A Cerca Elétrica"            |

### Cinema
| Ano  | Título                                                   | Personagem                | Nota(s)        |
| ---- | -------------------------------------------------------- | ------------------------- | -------------- |
| 2002 | Madame Satã                                              | Ruiva na janela           |                |
| 2009 | Vida de Balconista                                       | Cliente                   |                |
| 2010 | Riscado                                                  | Bianca Ventura            |                |
| 2012 | Feijoada Completa                                        | Milene                    | Curta-metragem |
| 2013 | O Lobo atrás da Porta                                    | Profª. Arlete             |                |
| 2013 | Os Sobreviventes                                         | Jane                      | Curta-metragem |
| 2014 | Quinze                                                   | Raquel                    | Curta-metragem |
| 2015 | Que Horas Ela Volta?                                     | Bárbara                   |                |
| 2015 | Aspirantes                                               | Sandra                    |                |
| 2015 | Otimismo                                                 | Mulher                    | Curta-metragem |
| 2017 | Fala Comigo                                              | Angela                    |                |
| 2017 | Quando o Galo Cantar Pela Terceira Vez Renegarás Tua Mãe | Psicóloga                 |                |
| 2017 | Nada                                                     | Coordenadora              | Curta-metragem |
| 2018 | Benzinho                                                 | Irene                     |                |
| 2019 | No Coração do Mundo                                      | Locutora                  |                |
| 2019 | Bacurau                                                  | Forasteira                |                |
| 2019 | Bacurau no Mapa                                          | Ela mesma                 | Documentário   |
| 2019 | Hebe: A Estrela do Brasil                                | Lolita Rodrigues          |                |
| 2022 | Ela e Eu                                                 | Sandra                    |                |
| 2023 | As Miçangas                                              | Mãe                       | Curta-metragem |
| 2023 | A Lama da Mãe Morta                                      | Namorada de Vida          | Curta-metragem |
| 2023 | Tá Escrito                                               | Paula Bueno               |                |
| 2024 | A Vilã das Nove                                          | Roberta Almeida / Eugênia |                |
| 2025 | Cyclone                                                  | Marie                     |                |

## Teatro
| Ano  | Título                   |
| ---- | ------------------------ |
| 1993 | Despertar da Primavera   |
| 1997 | Capital Federal          |
| 1999 | As Três Irmãs            |
| 2002 | Casa de Boneca           |
| 2004 | Os Últimos Dias de Gilda |
| 2009 | Formas Breves            |
| 2012 | A Gaivota                |
| 2013 | Do Tamanho do Mundo      |
| 2014 | O Branco dos seus Olhos  |
| 2014 | Carne                    |

## Parte técnica
| Ano  | Título             | Cargo               | Nota           |
| ---- | ------------------ | ------------------- | -------------- |
| 2006 | Pretérito Perfeito | Produtora Executiva | longa-metragem |
| 2010 | Riscado            | Roteirista          | longa-metragem |
| 2015 | Otimismo           | Diretora            | curta-metragem |
| 2018 | Benzinho           | Roteirista          | longa-metragem |
| 2022 | Romance            | Diretora            | curta-metragem |

## Prêmios e indicações
| Ano  | Prêmio                                                | Categoria                | Nomeações            | Resultado |
| ---- | ----------------------------------------------------- | ------------------------ | -------------------- | --------- |
| 2010 | Festival Internacional de Cinema do Rio               | Melhor Atriz             | Riscado              | Venceu    |
| 2011 | Festival de Cinema de Gramado                         | Melhor Atriz             | Riscado              | Venceu    |
| 2011 | Festival de Cinema de Gramado                         | Melhor Roteiro           | Riscado              | Venceu    |
| 2012 | Prêmio ACIE de Cinema                                 | Melhor Atriz             | Riscado              | Indicado  |
| 2012 | Festival SESC de Melhores Filmes                      | Melhor Atriz             | Riscado              | Venceu    |
| 2012 | Prêmio Guarani de Cinema Brasileiro                   | Melhor Atriz             | Riscado              | Venceu    |
| 2012 | Troféu APCA                                           | Melhor Roteiro           | Riscado              | Venceu    |
| 2014 | Festival Mix Brasil de Cultura da Diversidade         | Melhor Atriz             | Quinze               | Venceu    |
| 2014 | Festival de Cinema de Vitória                         | Melhor Atriz             | Quinze               | Venceu    |
| 2015 | Festival Internacional de Cinema do Vale do Jaguaribe | Melhor Atriz             | Quinze               | Venceu    |
| 2015 | Prêmio Quem de Televisão                              | Melhor Atriz Revelação   | A Regra do Jogo      | Indicado  |
| 2016 | Grande Prêmio do Cinema Brasileiro                    | Melhor Atriz Coadjuvante | Que Horas Ela Volta? | Indicado  |
| 2016 | Prêmio Guarani de Cinema Brasileiro                   | Melhor Atriz Coadjuvante | Que Horas Ela Volta? | Indicado  |
| 2016 | Festival Internacional de Cinema do Rio               | Melhor Atriz             | Fala Comigo          | Venceu    |
| 2017 | Los Angeles Brazilian Film Festival                   | Melhor Atriz             | Fala Comigo          | Venceu    |
| 2018 | Prêmio Guarani de Cinema Brasileiro                   | Melhor Atriz             | Fala Comigo          | Indicado  |
| 2018 | Festival de Cinema de Gramado                         | Melhor Atriz             | Benzinho             | Venceu    |
| 2018 | Festival de Cinema da Lapa                            | Melhor Atriz             | Benzinho             | Venceu    |
| 2018 | Prêmio Ibero-Americano de Cinema Fénix                | Melhor Atriz             | Benzinho             | Indicado  |
| 2018 | Prêmio Faz Diferença                                  | Segundo Caderno/ Cinema  | Benzinho             | Indicado  |
| 2019 | Festival SESC Melhores Filmes                         | Melhor Atriz             | Benzinho             | Venceu    |
| 2019 | Festival SESC Melhores Filmes                         | Melhor Roteiro           | Benzinho             | Venceu    |
| 2019 | Grande Prêmio do Cinema Brasileiro                    | Melhor Atriz             | Benzinho             | Venceu    |
| 2019 | Prêmio Guarani de Cinema Brasileiro                   | Melhor Atriz             | Benzinho             | Venceu    |
| 2019 | Prêmio Guarani de Cinema Brasileiro                   | Melhor Roteiro Original  | Benzinho             | Venceu    |
| 2019 | Grande Prêmio do Cinema Brasileiro                    | Melhor Roteiro Original  | Benzinho             | Venceu    |
| 2019 | Troféu APCA                                           | Melhor Roteiro           | Benzinho             | Venceu    |
| 2020 | Grande Prêmio Brasileiro de Cinema                    | Melhor Atriz Coadjuvante | Bacurau              | Indicado  |
| 2022 | Inffinito Film Festival                               | Melhor Elenco            | Ela e Eu             | Venceu    |